# Хасан Бішара
Хасан Бішара (17 березня 1945) — ліванський борець, олімпійський медаліст.

## Виступи на Олімпіадах
| Олімпіада   | Дисципліна                                 | Місце  |
| ----------- | ------------------------------------------ | ------ |
| Мехіко 1968 | греко-римська боротьба, важка категорія    | участь |
| Мюнхен 1972 | греко-римська боротьба, важка категорія    | участь |
| Москва 1980 | греко-римська боротьба, надважка категорія | 3      |